# Alsónyék megállóhely
Alsónyék megállóhely egy Tolna vármegyei vasúti megállóhely Alsónyék községben, a MÁV üzemeltetésében. A megállóhely jelenleg feltételes megállóhely, azaz az erre közlekedő Gemenc Interrégió-vonatra kiadott járművek csak akkor állnak meg, ha egy utas a peronon a mozdonyvezető számára előre jól látható helyen áll, illetve ha az utasok a szerelvényen az ajtónyitó gombbal, vagy leszállásjelző készülékkel leszállási szándékukat időben jelezték.

## Vasútvonalak
A megállóhelyet az alábbi vasútvonalak érintik:
- Bátaszék–Kiskunhalas-vasútvonal

## Kapcsolódó állomások
A megállóhelyhez az alábbi állomások vannak a legközelebb:
- Bátaszék vasútállomás (Bátaszék–Kiskunhalas-vasútvonal)
- Pörböly vasútállomás (Bátaszék–Kiskunhalas-vasútvonal)

## Forgalom
| Járat             | Útvonal | Gyakoriság                                |
| ----------------- | --- | ----------------------------------------- |
| személyvonat      | Sárbogárd – Rétszilas – Cece – Vajta – Nagydorog – Tengelic – Fácánkert – Tolna-Mözs – Szekszárd-Palánk – Szekszárd – Őcsény – Decs – Bátaszék (– Alsónyék – Pörböly – Baja)                                  | Napi 1 Baja felé és napi 2 Sárbogárd felé |
| személyvonat      | Tolna-Mözs → Szekszárd-Palánk → Szekszárd → Őcsény → Decs → Bátaszék → Alsónyék → Pörböly → Baja | Munkanapokon 1 Baja felé                  |
| személyvonat      | Dombóvár – Csikóstőttős – Mágocs-Alsómocsolád – Szalatnak – Szászvár – Máza-Szászvár – Váralja – Nagymányok – Hidas-Bonyhád – Cikó – Mőcsény – Mórágy – Bátaszék – Alsónyék – Pörböly – Baja-Dunafürdő – Baja | Napi 5-6 pár                              |
| Gemenc InterRégió | Székesfehérvár – Belsőbáránd – Sárbogárd – Cece – Vajta – Nagydorog – Tengelic – Fácánkert – Tolna-Mözs – Szekszárd – Őcsény – Decs – Bátaszék – Alsónyék – Pörböly – Baja                                    | 2 óránként                                |